# Kenbridge
Kenbridge é uma cidade  localizada no estado norte-americano de Virginia, no Condado de Lunenburg.

## Demografia
Segundo o censo norte-americano de 2000, a sua população era de 1253 habitantes.
Em 2006, foi estimada uma população de 1318, um aumento de 65 (5.2%).

## Geografia
De acordo com o United States Census Bureau tem uma área de
5,3 km², dos quais 5,3 km² cobertos por terra e 0,0 km² cobertos por água.

## Localidades na vizinhança
O diagrama seguinte representa as localidades num raio de 28 km ao redor de Kenbridge.